# CEV Champions League 2016-2017 (maschile)
La CEV Champions League 2016-2017 si è svolta dal 1º novembre 2016 al 30 aprile 2017: al torneo hanno partecipato trentasei squadre di club europee e la vittoria finale è andata per la quinta volta, la terza consecutiva, al Volejbol'nyj klub Zenit-Kazan'.

## Formula

### Sistema di qualificazione
Hanno potuto partecipare alla CEV Champions League 2016-17 una squadra per ogni federazione nazionale che ne ha fatto richiesta. Secondo il Ranking CEV, basato sui risultati delle ultime tre edizioni delle competizioni europee, alcune federazioni hanno potuto beneficiare di più squadre partecipanti all'interno della competizione. In particolare:
- 3 squadre:  Italia,  Polonia,  Russia e  Turchia
- 2 squadre:  Belgio,  Francia e  Germania

In definitiva hanno partecipato trentasei squadre per un totale di venticinque federazioni rappresentate.

### Regolamento
Le fasi di inizio nel torneo per le varie squadre sono state stabilite in base al ranking CEV.
Le squadre hanno disputato un secondo turno con gare di andata e ritorno: le otto vincitrici hanno acceduto al terzo turno. Il terzo turno si è disputato con gare di andata e ritorno: le otto vincitrici hanno acceduto alla fase a gironi. La fase a gironi si è disputata con formula del girone all'italiana: al termine di questa fase le prime due classificate di ogni girone e le due migliori terze classificate (se tra queste è la squadra organizzatrice della Final Four, già qualificata alle semifinali, si è qualificata la terza migliore terza classificata) hanno acceduto alla fase successiva disputata con play-off a 12, play-off a 6, entrambi giocati con gare di andata e ritorno (nei primi due turni e nei play-off a 12 e a 6, coi punteggi di 3-0 e 3-1 sono stati assegnati 3 punti alla squadra vincente e 0 a quella perdente, col punteggio di 3-2 sono stati assegnati 2 punti alla squadra vincente e 1 a quella perdente; in caso di parità di punti dopo le due partite è stato disputato un golden set), semifinali, finale per il terzo posto e finale.
Le squadre sconfitte al secondo e al terzo turno hanno acceduto alla Coppa CEV 2016-17.

### Criteri di classifica
Se il risultato finale è stato di 3-0 o 3-1 sono stati assegnati 3 punti alla squadra vincente e 0 a quella sconfitta, se il risultato finale è stato di 3-2 sono stati assegnati 2 punti alla squadra vincente e 1 a quella sconfitta.
L'ordine del posizionamento in classifica è stato definito in base a:
- Punti;
- Numero di partite vinte;
- Ratio dei set vinti/persi;
- Ratio dei punti realizzati/subiti.

## Squadre partecipanti
| - Tirol - Maaseik - Roeselare - Budaŭnik Minsk - Dobrudža - Omonia - Mladost Kaštela - Gentofte - Audentese | - Kokkolan Tiikerit - Paris - Arago de Sète - Charlottenburg - Friedrichshafen - PAOK - Pejë - Hapoël Mateh Asher - Lube | - Modena - Sir Safety Perugia - Budvanska rivijera - Lycurgus - Asseco Resovia - Skra Bełchatów - ZAKSA - Dukla Liberec - Universitatea Craiova | - Belogor'e - Dinamo Mosca - Zenit-Kazan - Stella Rossa - ACH Volley - Amriswil - Arkas - Halkbank - İstanbul BB |

## Torneo

### Secondo turno

#### Andata
| 2 novembre 2016 Gradska dvorana Kaštela, Castelli Durata: 2h:25 - Spettatori: 1 050 | Mladost Kaštela    | 2 - 3 | PAOK               | 20-25, 25-19, 24-26, 31-29, 12-15 |
| 2 novembre 2016 MartiniPlaza, Groninga Durata: 1h:26 - Spettatori: 4 020            | Lycurgus           | 3 - 0 | Dobrudža           | 26-24, 25-23, 25-23               |
| 5 novembre 2016 Ein Sara Sport Hall, Nahariya Durata: 1h:47 - Spettatori: 1 500     | Hapoël Mateh Asher | 1 - 3 | Tirol              | 22-25, 25-22, 21-25, 11-25        |
| 2 novembre 2016 Audentes Sports Hall, Tallinn Durata: 2h:13 - Spettatori: 850       | Audentese          | 3 - 2 | Stella Rossa       | 25-21, 25-21, 17-25, 20-25, 19-17 |
| 2 novembre 2016 Palestra Karagagi, Pejë Durata: 2h:11 - Spettatori: 500             | Pejë               | 0 - 3 | Amriswil           | 16-25, 16-25, 15-25               |
| 2 novembre 2016 Eleftheria Indoor Hall, Nicosia Durata: 1h:26 - Spettatori: 1 582   | Omonia             | 0 - 3 | ACH Volley         | 16-25, 23-25, 18-25               |
| 1º novembre 2016 Falcon Club Arena, Minsk Durata: 1h:47 - Spettatori: 1 010         | Budaŭnik Minsk     | 3 - 1 | Kokkolan Tiikerit  | 25-21, 25-22, 13-25, 25-17        |
| 2 novembre 2016 Gentoftehallen, Gentofte Durata: 1h:12 - Spettatori: 550            | Gentofte           | 3 - 0 | Budvanska rivijera | 25-15, 25-17, 25-18               |

#### Ritorno
| 6 novembre 2016 PAOK Sports Arena, Salonicco Durata: 1h:59 - Spettatori: 800                 | PAOK               | 3 - 2 | Mladost Kaštela    | 20-25, 25-9, 22-25, 25-21, 15-10                   |
| 8 novembre 2016 Palazzo della cultura e dello sport, Varna Durata: 2h:09 - Spettatori: 1 400 | Dobrudža           | 3 - 2 | Lycurgus           | 25-19, 24-26, 27-25, 19-25, 15-13                  |
| 9 novembre 2016 Olympiahalle Innsbruck, Innsbruck Durata: 1h:23 - Spettatori: 1 498          | Tirol              | 3 - 0 | Hapoël Mateh Asher | 25-21, 25-10, 25-21                                |
| 6 novembre 2016 Sportski centar Voždovac, Belgrado Durata: 2h:16 - Spettatori: 650           | Stella Rossa       | 3 - 2 | Audentese          | 23-25, 18-25, 25-22, 25-11, 15-12 Golden set: 15-9 |
| 6 novembre 2016 Sporthalle, Arbon Durata: 1h:13 - Spettatori: 1 025                          | Amriswil           | 3 - 0 | Pejë               | 25-14, 25-16, 25-18                                |
| 6 novembre 2016 Arena Stožice, Lubiana Durata: 1h:24 - Spettatori: 350                       | ACH Volley         | 3 - 0 | Omonia             | 25-23, 25-21, 25-21                                |
| 6 novembre 2016 Ice Hockey Hall, Kokkola Durata: 2h:06 - Spettatori: 1 074                   | Kokkolan Tiikerit  | 3 - 1 | Budaŭnik Minsk     | 20-25, 25-23, 25-20, 25-19 Golden set: 15-13       |
| 6 novembre 2016 Mediteranski Sportski Centar, Budua Durata: 1h:39 - Spettatori: 160          | Budvanska rivijera | 1 - 3 | Gentofte           | 25-20, 22-25, 16-25, 17-25                         |

#### Squadre qualificate
- Amriswil
- Stella Rossa
- ACH Volley
- Gentofte
- Lycurgus
- Tirol
- Kokkolan Tiikerit
- PAOK

### Terzo turno

#### Andata
| 16 novembre 2016 Gentoftehallen, Gentofte Durata: 1h:16 - Spettatori: 1 300          | Gentofte          | 0 - 3 | Belogor'e          | 15-25, 18-25, 20-25        |
| 16 novembre 2016 Sporthalle, Arbon Durata: 1h:49 - Spettatori: 1 500                 | Amriswil          | 1 - 3 | Sir Safety Perugia | 20-25, 25-22, 18-25, 19-25 |
| 16 novembre 2016 Sportski centar Voždovac, Belgrado Durata: 1h:11 - Spettatori: 800  | Stella Rossa      | 0 - 3 | Arkas              | 15-25, 23-25, 14-25        |
| 16 novembre 2016 PAOK Sports Arena, Salonicco Durata: 1h:19 - Spettatori: 1 100      | PAOK              | 0 - 3 | Skra Bełchatów     | 22-25, 17-25, 20-25        |
| 16 novembre 2016 Olympiahalle Innsbruck, Innsbruck Durata: 1h:56 - Spettatori: 2 078 | Tirol             | 1 - 3 | Friedrichshafen    | 16-25, 25-20, 19-25, 18-25 |
| 16 novembre 2016 MartiniPlaza, Groninga Durata: 1h:21 - Spettatori: 3 750            | Lycurgus          | 0 - 3 | Maaseik            | 17-25, 20-25, 25-20        |
| 16 novembre 2016 Arena Stožice, Lubiana Durata: 1h:53 - Spettatori: 900              | ACH Volley        | 3 - 1 | Arago de Sète      | 25-22, 19-25, 25-21, 26-24 |
| 16 novembre 2016 Ice Hockey Hall, Kokkola Durata: 1h:20 - Spettatori: 1 283          | Kokkolan Tiikerit | 3 - 0 | Dukla Liberec      | 25-23, 25-14, 25-21        |

#### Ritorno
| 20 novembre 2016 Sports Palace Cosmos, Belgorod Durata: 1h:07 - Spettatori: 3 150           | Belogor'e          | 3 - 0 | Gentofte          | 25-15, 25-22, 25-16                         |
| 20 novembre 2016 PalaEvangelisti, Perugia Durata: 1h:25 - Spettatori: 3 200                 | Sir Safety Perugia | 3 - 0 | Amriswil          | 25-20, 25-14, 25-18                         |
| 20 novembre 2016 Atatürk Voleybol Salonu, Smirne Durata: 1h:18 - Spettatori: 2 100          | Arkas              | 3 - 0 | Stella Rossa      | 25-21, 25-22, 25-21                         |
| 20 novembre 2016 Hala sportowa WOSiR, Wieluń Durata: 1h:38 - Spettatori: 1 600              | Skra Bełchatów     | 3 - 1 | PAOK              | 25-14, 21-25, 25-15, 25-17                  |
| 20 novembre 2016 ZF-Arena, Friedrichshafen Durata: 1h:48 - Spettatori: 1 496                | Friedrichshafen    | 3 - 2 | Tirol             | 25-17, 25-16, 23-25, 22-25, 15-7            |
| 20 novembre 2016 Lotto Dôme, Maaseik Durata: 1h:33 - Spettatori: 2 000                      | Maaseik            | 3 - 0 | Lycurgus          | 25-23, 31-29, 25-21                         |
| 20 novembre 2016 Palais des Sports Coubertin, Montpellier Durata: 2h:10 - Spettatori: 1 212 | Arago de Sète      | 3 - 1 | ACH Volley        | 22-25, 25-23, 25-22, 25-23 Golden set: 9-15 |
| 20 novembre 2016 Home Credit Arena, Liberec Durata: 1h:43 - Spettatori: 1 437               | Dukla Liberec      | 3 - 0 | Kokkolan Tiikerit | 25-23, 25-22, 25-19 Golden set: 15-11       |

#### Squadre qualificate
- Skra Bełchatów
- Belogor'e
- ACH Volley
- Friedrichshafen
- Dukla Liberec
- Maaseik
- Sir Safety Perugia
- Arkas

### Fase a gironi
I gironi sono stati sorteggiati a Roma il 9 giugno 2016.
| Girone A     | Girone B       | Girone C        | Girone D              | Girone E           |
| ------------ | -------------- | --------------- | --------------------- | ------------------ |
| İstanbul BB  | Charlottenburg | Zenit-Kazan     | Skra Bełchatów        | Halkbank           |
| ZAKSA        | Dukla Liberec  | Friedrichshafen | ACH Volley            | Belogor'e          |
| Maaseik      | Asseco Resovia | Paris           | Universitatea Craiova | Sir Safety Perugia |
| Dinamo Mosca | Lube           | Arkas           | Modena                | Roeselare          |

#### Girone A

##### Risultati
| 7 dicembre 2016 Palazzetto dello Sport Dinamo, Mosca Durata: 1h:53 - Spettatori: 3 000  | Dinamo Mosca | 3 - 1 | Maaseik      | 25-22, 23-25, 25-22, 25-20        |
| 6 dicembre 2016 Hala Azoty, Kędzierzyn-Koźle Durata: 1h:31 - Spettatori: 1 850          | ZAKSA        | 3 - 0 | İstanbul BB  | 25-12, 28-26, 29-27               |
| 21 dicembre 2016 Haldun Alagaş Spor Salonu, Istanbul Durata: 1h:52 - Spettatori: 1 370  | İstanbul BB  | 1 - 3 | Dinamo Mosca | 25-19, 18-25, 18-25, 22-25        |
| 21 dicembre 2016 Lotto Dôme, Maaseik Durata: 1h:31 - Spettatori: 1 750                  | Maaseik      | 0 - 3 | ZAKSA        | 23-25, 22-25, 21-25               |
| 18 gennaio 2017 Palazzetto dello Sport Dinamo, Mosca Durata: 2h:00 - Spettatori: 2 600  | Dinamo Mosca | 1 - 3 | ZAKSA        | 23-25, 21-25, 30-28, 20-25        |
| 18 gennaio 2017 Lotto Dôme, Maaseik Durata: ? - Spettatori: 1 520                       | Maaseik      | 3 - 2 | İstanbul BB  | 25-22, 25-21, 17-25, 21-25, 15-11 |
| 1º febbraio 2017 Haldun Alagaş Spor Salonu, Istanbul Durata: 1h:53 - Spettatori: 1 000  | İstanbul BB  | 3 - 1 | Maaseik      | 25-19, 19-25, 25-22, 25-18        |
| 31 gennaio 2017 Hala Azoty, Kędzierzyn-Koźle Durata: 1h:50 - Spettatori: 3 000          | ZAKSA        | 3 - 1 | Dinamo Mosca | 27-17, 25-22, 27-29, 25-21        |
| 14 febbraio 2017 Hala Azoty, Kędzierzyn-Koźle Durata: 1h:16 - Spettatori: 1 400         | ZAKSA        | 3 - 0 | Maaseik      | 25-23, 25-19, 25-21               |
| 15 febbraio 2017 Palazzetto dello Sport Dinamo, Mosca Durata: 1h:25 - Spettatori: 2 200 | Dinamo Mosca | 3 - 0 | İstanbul BB  | 25-21, 25-22, 27-25               |
| 1º marzo 2017 Haldun Alagaş Spor Salonu, Istanbul Durata: 1h:48 - Spettatori: 200       | İstanbul BB  | 3 - 1 | ZAKSA        | 25-23, 16-25, 25-22, 26-24        |
| 1º marzo 2017 Lotto Dôme, Maaseik Durata: 2h:26 - Spettatori: 1 950                     | Maaseik      | 2 - 3 | Dinamo Mosca | 22-25, 25-18, 30-28, 18-25, 12-15 |

##### Classifica
| Pos | Squadra      | Pt | G | V | P | SV | SP | Ratio | PF  | PS  | Ratio |
| --- | ------------ | -- | - | - | - | -- | -- | ----- | --- | --- | ----- |
| 1   | ZAKSA        | 15 | 6 | 5 | 1 | 16 | 5  | 3.200 | 531 | 469 | 1.132 |
| 2   | Dinamo Mosca | 11 | 6 | 4 | 2 | 14 | 10 | 1.400 | 563 | 552 | 1.019 |
| 3   | İstanbul BB  | 7  | 6 | 2 | 4 | 9  | 14 | 0.642 | 506 | 534 | 0.947 |
| 4   | Maaseik      | 3  | 6 | 1 | 5 | 7  | 17 | 0.411 | 512 | 557 | 0.919 |

#### Girone B

##### Risultati
| 8 dicembre 2016 Home Credit Arena, Liberec Durata: 2h:11 - Spettatori: 2 180         | Dukla Liberec  | 2 - 3 | Asseco Resovia | 14-25, 16-25, 25-21, 25-23, 15-17 |
| 6 dicembre 2016 Max-Schmeling-Halle, Berlino Durata: 2h:00 - Spettatori: 4 321       | Charlottenburg | 3 - 1 | Lube           | 21-25, 25-16, 25-18, 26-24        |
| 20 dicembre 2016 PalaCivitanova, Civitanova Marche Durata: 1h:24 - Spettatori: 3 045 | Lube           | 3 - 0 | Dukla Liberec  | 25-21, 25-15, 25-20               |
| 22 dicembre 2016 Hala Podpromie, Rzeszów Durata: 2h:13 - Spettatori: 4 087           | Asseco Resovia | 3 - 2 | Charlottenburg | 21-25, 25-15, 23-25, 25-22, 15-12 |
| 18 gennaio 2017 Home Credit Arena, Liberec Durata: 1h:21 - Spettatori: 2 035         | Dukla Liberec  | 0 - 3 | Charlottenburg | 18-25, 23-25, 16-25               |
| 19 gennaio 2017 Hala Podpromie, Rzeszów Durata: 1h:12 - Spettatori: 4 258            | Asseco Resovia | 0 - 3 | Lube           | 22-25, 13-25, 14-25               |
| 1º febbraio 2017 PalaCivitanova, Civitanova Marche Durata: 1h:15 - Spettatori: 2 715 | Lube           | 3 - 0 | Asseco Resovia | 25-21, 25-16, 25-16               |
| 2 febbraio 2017 Max-Schmeling-Halle, Berlino Durata: 1h:24 - Spettatori: 3 462       | Charlottenburg | 3 - 0 | Dukla Liberec  | 25-17, 25-22, 25-19               |
| 14 febbraio 2017 Max-Schmeling-Halle, Berlino Durata: 2h:17 - Spettatori: 4 308      | Charlottenburg | 3 - 2 | Asseco Resovia | 25-20, 25-22, 21-25, 20-25, 15-13 |
| 15 febbraio 2017 Home Credit Arena, Liberec Durata: 1h:54 - Spettatori: 2 150        | Dukla Liberec  | 1 - 3 | Lube           | 25-22, 28-30, 23-25, 14-25        |
| 1º marzo 2017 PalaCivitanova, Civitanova Marche Durata: 1h:25 - Spettatori: 3 375    | Lube           | 3 - 0 | Charlottenburg | 25-14, 25-23, 25-15               |
| 1º marzo 2017 Hala Podpromie, Rzeszów Durata: 1h:47 - Spettatori: 3 752              | Asseco Resovia | 3 - 1 | Dukla Liberec  | 20-25, 25-18, 25-19, 25-18        |

##### Classifica
| Pos | Squadra        | Pt | G | V | P | SV | SP | Ratio | PF  | PS  | Ratio |
| --- | -------------- | -- | - | - | - | -- | -- | ----- | --- | --- | ----- |
| 1   | Lube           | 15 | 6 | 5 | 1 | 16 | 4  | 4.000 | 485 | 397 | 1.221 |
| 2   | Charlottenburg | 12 | 6 | 4 | 2 | 14 | 9  | 1.555 | 504 | 487 | 1.034 |
| 3   | Asseco Resovia | 8  | 6 | 3 | 3 | 11 | 14 | 0.785 | 522 | 530 | 0.984 |
| 4   | Dukla Liberec  | 1  | 6 | 0 | 6 | 4  | 18 | 0.222 | 436 | 533 | 0.818 |

#### Girone C

##### Risultati
| 6 dicembre 2016 Salle Charléty, Parigi Durata: ? - Spettatori: 751                         | Paris           | 2 - 3 | Friedrichshafen | 25-22, 26-24, 18-25, 18-25, 13-15 |
| 7 dicembre 2016 Atatürk Voleybol Salonu, Smirne Durata: 1h:09 - Spettatori: 2 000          | Arkas           | 0 - 3 | Zenit-Kazan     | 14-25, 11-25, 17-25               |
| 21 dicembre 2016 Centr volejbola Sankt-Peterburg, Kazan' Durata: 1h:19 - Spettatori: 3 250 | Zenit-Kazan     | 3 - 0 | Paris           | 25-17, 25-15, 25-21               |
| 22 dicembre 2016 ZF-Arena, Friedrichshafen Durata: 2h:08 - Spettatori: 2 709               | Friedrichshafen | 2 - 3 | Arkas           | 21-25, 23-25, 25-22, 25-19, 12-15 |
| 18 gennaio 2017 Salle Charléty, Parigi Durata: 1h:49 - Spettatori: 1 500                   | Paris           | 1 - 3 | Arkas           | 20-25, 17-25, 25-15, 22-25        |
| 18 gennaio 2017 ZF-Arena, Friedrichshafen Durata: 1h:25 - Spettatori: 2 355                | Friedrichshafen | 1 - 3 | Zenit-Kazan     | 13-25, 25-23, 13-25, 21-25        |
| 31 gennaio 2017 Centr volejbola Sankt-Peterburg, Kazan' Durata: 1h:47 - Spettatori: 2 850  | Zenit-Kazan     | 3 - 0 | Friedrichshafen | 25-18, 40-38, 25-17               |
| 1º febbraio 2017 Atatürk Voleybol Salonu, Smirne Durata: 2h:09 - Spettatori: 1 700         | Arkas           | 3 - 2 | Paris           | 25-21, 23-25, 16-25, 25-19, 23-21 |
| 15 febbraio 2017 Atatürk Voleybol Salonu, Smirne Durata: 2h:21 - Spettatori: 2 100         | Arkas           | 3 - 2 | Friedrichshafen | 25-22, 25-27, 26-24, 21-25, 15-10 |
| 14 febbraio 2017 Salle Charléty, Parigi Durata: 1h:23 - Spettatori: 2 680                  | Paris           | 0 - 3 | Zenit-Kazan     | 19-25, 21-25, 20-25               |
| 1º marzo 2017 Centr volejbola Sankt-Peterburg, Kazan' Durata: 1h:18 - Spettatori: 1 950    | Zenit-Kazan     | 3 - 0 | Arkas           | 25-15, 26-24, 25-16               |
| 1º marzo 2017 ZF-Arena, Friedrichshafen Durata: 1h:50 - Spettatori: 1 940                  | Friedrichshafen | 2 - 3 | Paris           | 20-25, 25-9, 23-25, 25-21, 9-15   |

##### Classifica
| Pos | Squadra         | Pt | G | V | P | SV | SP | Ratio  | PF  | PS  | Ratio |
| --- | --------------- | -- | - | - | - | -- | -- | ------ | --- | --- | ----- |
| 1   | Zenit-Kazan     | 18 | 6 | 6 | 0 | 18 | 1  | 18.000 | 489 | 355 | 1.377 |
| 2   | Arkas           | 9  | 6 | 4 | 2 | 12 | 13 | 0.923  | 517 | 560 | 0.923 |
| 3   | Friedrichshafen | 5  | 6 | 1 | 5 | 10 | 17 | 0.588  | 572 | 601 | 0.951 |
| 4   | Paris           | 4  | 6 | 1 | 5 | 8  | 17 | 0.470  | 503 | 565 | 0.890 |

#### Girone D

##### Risultati
| 6 dicembre 2016 PalaPanini, Modena Durata: 2h:11 - Spettatori: 3 208                 | Modena                | 3 - 2 | ACH Volley            | 25-22, 21-25, 25-19, 23-25, 15-11 |
| 6 dicembre 2016 Sala Polivalentă Oltenia, Craiova Durata: 1h:47 - Spettatori: 1 215  | Universitatea Craiova | 3 - 1 | Skra Bełchatów        | 30-28, 25-23, 19-25, 25-22        |
| 20 dicembre 2016 Atlas Arena, Łódź Durata: 1h:50 - Spettatori: 10 900                | Skra Bełchatów        | 1 - 3 | Modena                | 22-25, 25-21, 17-25, 22-25        |
| 20 dicembre 2016 Arena Stožice, Lubiana Durata: 2h:10 - Spettatori: 1 250            | ACH Volley            | 3 - 2 | Universitatea Craiova | 25-17, 18-25, 17-25, 25-21, 15-13 |
| 18 gennaio 2017 PalaPanini, Modena Durata: 1h:53 - Spettatori: 3 375                 | Modena                | 3 - 1 | Universitatea Craiova | 24-26, 29-27, 25-18, 25-16        |
| 19 gennaio 2017 Arena Stožice, Lubiana Durata: 1h:45 - Spettatori: 800               | ACH Volley            | 1 - 3 | Skra Bełchatów        | 19-25, 21-25, 25-18, 15-25        |
| 1º febbraio 2017 Atlas Arena, Łódź Durata: 1h:51 - Spettatori: 2 550                 | Skra Bełchatów        | 3 - 1 | ACH Volley            | 25-17, 25-23, 20-25, 25-17        |
| 31 gennaio 2017 Sala Polivalentă Oltenia, Craiova Durata: 1h:09 - Spettatori: 2 585  | Universitatea Craiova | 0 - 3 | Modena                | 16-25, 19-25, 18-25               |
| 15 febbraio 2017 Sala Polivalentă Oltenia, Craiova Durata: 2h:04 - Spettatori: 1 200 | Universitatea Craiova | 3 - 1 | ACH Volley            | 25-19, 27-29, 25-21, 25-23        |
| 14 febbraio 2017 PalaPanini, Modena Durata: 1h:56 - Spettatori: 3 575                | Modena                | 3 - 1 | Skra Bełchatów        | 25-16, 21-25, 25-22, 25-22        |
| 1º marzo 2017 Atlas Arena, Łódź Durata: 1h:18 - Spettatori: 2 550                    | Skra Bełchatów        | 3 - 0 | Universitatea Craiova | 26-24, 25-18, 25-14               |
| 1º marzo 2017 Arena Stožice, Lubiana Durata: 2h:07 - Spettatori: 1 530               | ACH Volley            | 3 - 2 | Modena                | 25-21, 23-25, 25-27, 25-20, 15-11 |

##### Classifica
| Pos | Squadra               | Pt | G | V | P | SV | SP | Ratio | PF  | PS  | Ratio |
| --- | --------------------- | -- | - | - | - | -- | -- | ----- | --- | --- | ----- |
| 1   | Modena                | 15 | 6 | 5 | 1 | 17 | 8  | 2.125 | 583 | 526 | 1.108 |
| 2   | Skra Bełchatów        | 9  | 6 | 3 | 3 | 12 | 11 | 1.090 | 533 | 509 | 1.047 |
| 3   | Universitatea Craiova | 7  | 6 | 2 | 4 | 9  | 14 | 0.642 | 498 | 544 | 0.915 |
| 4   | ACH Volley            | 5  | 6 | 2 | 4 | 11 | 16 | 0.687 | 569 | 604 | 0.942 |

#### Girone E

##### Risultati
| 7 dicembre 2016 Başkent Voleybol Salonu, Ankara Durata: 1h:20 - Spettatori: 4 320  | Halkbank           | 0 - 3 | Sir Safety Perugia | 19-25, 23-25, 23-25               |
| 8 dicembre 2016 Schiervelde, Roeselare Durata: 2h:15 - Spettatori: 1 750           | Roeselare          | 2 - 3 | Belogor'e          | 25-27, 20-25, 25-19, 25-19, 13-15 |
| 22 dicembre 2016 Sports Palace Cosmos, Belgorod Durata: 1h:28 - Spettatori: 4 200  | Belogor'e          | 3 - 0 | Halkbank           | 25-14, 30-28, 25-21               |
| 22 dicembre 2016 PalaEvangelisti, Perugia Durata: 1h:22 - Spettatori: 2 813        | Sir Safety Perugia | 3 - 0 | Roeselare          | 25-22, 25-21, 25-23               |
| 18 gennaio 2017 Başkent Voleybol Salonu, Ankara Durata: 1h:49 - Spettatori: 750    | Halkbank           | 1 - 3 | Roeselare          | 24-26, 19-25, 26-24, 23-25        |
| 18 gennaio 2017 PalaEvangelisti, Perugia Durata: 2h:22 - Spettatori: 3 932         | Sir Safety Perugia | 3 - 2 | Belogor'e          | 11-25, 25-14, 31-29, 18-25, 15-13 |
| 1º febbraio 2017 Sports Palace Cosmos, Belgorod Durata: 2h:03 - Spettatori:5 150   | Belogor'e          | 2 - 3 | Sir Safety Perugia | 19-25, 25-16, 26-24, 17-25, 11-15 |
| 1º febbraio 2017 Schiervelde, Roeselare Durata: 1h:31 - Spettatori: 1 860          | Roeselare          | 3 - 0 | Halkbank           | 25-12, 31-29, 25-18               |
| 15 febbraio 2017 Schiervelde, Roeselare Durata: 2h:20 - Spettatori: 2 200          | Roeselare          | 3 - 2 | Sir Safety Perugia | 25-18, 20-25, 20-25, 25-22, 15-13 |
| 15 febbraio 2017 Başkent Voleybol Salonu, Ankara Durata: 2h:04 - Spettatori: 1 112 | Halkbank           | 3 - 2 | Belogor'e          | 25-19, 22-25, 25-14, 22-25, 15-8  |
| 1º marzo 2017 Sports Palace Cosmos, Belgorod Durata: 1h:40 - Spettatori: 3 400     | Belogor'e          | 3 - 1 | Roeselare          | 25-20, 25-20, 15-25, 25-17        |
| 1º marzo 2017 PalaEvangelisti, Perugia Durata: 1h:48 - Spettatori: 3 178           | Sir Safety Perugia | 3 - 1 | Halkbank           | 23-25, 25-18, 25-20, 25-16        |

##### Classifica
| Pos | Squadra            | Pt | G | V | P | SV | SP | Ratio | PF  | PS  | Ratio |
| --- | ------------------ | -- | - | - | - | -- | -- | ----- | --- | --- | ----- |
| 1   | Sir Safety Perugia | 14 | 6 | 5 | 1 | 17 | 8  | 2.125 | 556 | 519 | 1.071 |
| 2   | Belogor'e          | 11 | 6 | 3 | 3 | 15 | 12 | 1.250 | 570 | 567 | 1.005 |
| 3   | Roeselare          | 9  | 6 | 3 | 3 | 12 | 12 | 1.000 | 542 | 524 | 1.034 |
| 4   | Halkbank           | 2  | 6 | 1 | 5 | 5  | 17 | 0.294 | 467 | 525 | 0.889 |

### Play-off a 12

#### Andata
| 16 marzo 2017 Atatürk Voleybol Salonu, Smirne Durata: 1h:18 - Spettatori: 1 900     | Arkas          | 0 - 3 | Dinamo Mosca   | 20-25, 17-25, 16-25               |
| 15 marzo 2017 Haldun Alagaş Spor Salonu, Istanbul Durata: 2h:13 - Spettatori: 1 024 | İstanbul BB    | 3 - 2 | Charlottenburg | 25-20, 30-32, 25-22, 20-25, 15-13 |
| 15 marzo 2017 Hala Podpromie, Rzeszów Durata: 2h:14 - Spettatori: 4 123             | Asseco Resovia | 2 - 3 | Modena         | 25-23, 19-25, 27-25, 19-25, 12-15 |
| 15 marzo 2017 Atlas Arena, Łódź Durata: 1h:52 - Spettatori: 8 100                   | Skra Bełchatów | 1 - 3 | Lube           | 21-25, 25-21, 23-25, 21-25        |
| 15 marzo 2017 Sports Palace Cosmos, Belgorod Durata: 1h:50 - Spettatori: 4 200      | Belogor'e      | 3 - 1 | ZAKSA          | 13-25, 25-21, 25-23, 25-20        |
| 14 marzo 2017 Schiervelde, Roeselare Durata: 1h:20 - Spettatori: 2 000              | Roeselare      | 0 - 3 | Zenit-Kazan    | 23-25, 19-25, 18-25               |

#### Ritorno
| 21 marzo 2017 Palazzetto dello Sport Dinamo, Mosca Durata: 1h:31 - Spettatori: 2 000    | Dinamo Mosca   | 3 - 0 | Arkas          | 25-23, 25-22, 33-31                                 |
| 21 marzo 2017 Max-Schmeling-Halle, Berlino Durata: 2h:35 - Spettatori: 4 282            | Charlottenburg | 3 - 2 | İstanbul BB    | 21-25, 18-25, 25-13, 25-14, 16-14 Golden set: 15-11 |
| 23 marzo 2017 PalaPanini, Modena Durata: 1h:57 - Spettatori: 3 771                      | Modena         | 3 - 1 | Asseco Resovia | 25-23, 20-25, 25-23, 25-23                          |
| 22 marzo 2017 PalaCivitanova, Civitanova Marche Durata: 2h:04 - Spettatori: 2 320       | Lube           | 2 - 3 | Skra Bełchatów | 26-24, 25-16, 26-28, 15-25, 13-15                   |
| 22 marzo 2017 Hala Azoty, Kędzierzyn-Koźle Durata: 1h:55 - Spettatori: 2 700            | ZAKSA          | 1 - 3 | Belogor'e      | 22-25, 25-20, 24-26, 21-25                          |
| 22 marzo 2017 Centr volejbola Sankt-Peterburg, Kazan' Durata: 1h:14 - Spettatori: 3 250 | Zenit-Kazan    | 3 - 0 | Roeselare      | 25-19, 25-16, 25-20                                 |

#### Squadre qualificate
- Belogor'e
- Charlottenburg
- Zenit-Kazan
- Modena
- Dinamo Mosca
- Lube

### Play-off a 6

#### Andata
| 5 aprile 2017 Max-Schmeling-Halle, Berlino Durata: 2h:09 - Spettatori: 5 400            | Charlottenburg | 3 - 2 | Dinamo Mosca | 23-25, 22-25, 25-19, 25-18, 15-10 |
| 5 aprile 2017 PalaPanini, Modena Durata: 1h:32 - Spettatori: 4 407                      | Modena         | 0 - 3 | Lube         | 23-25, 18-25, 27-29               |
| 4 aprile 2017 Centr volejbola Sankt-Peterburg, Kazan' Durata: 2h:02 - Spettatori: 4 450 | Zenit-Kazan    | 3 - 1 | Belogor'e    | 25-14, 25-17, 23-25, 26-24        |

#### Ritorno
| 12 aprile 2017 Palazzetto dello Sport Dinamo, Mosca Durata: 2h:29 - Spettatori: 3 100 | Dinamo Mosca | 2 - 3 | Charlottenburg | 35-37, 25-22, 25-21, 15-25, 8-15 |
| 13 aprile 2017 PalaCivitanova, Civitanova Marche Durata: 1h:21 - Spettatori: 3 821    | Lube         | 3 - 0 | Modena         | 25-21, 25-21, 25-18              |
| 13 aprile 2017 Sports Palace Cosmos, Belgorod Durata: 1h:30 - Spettatori: 5 000       | Belogor'e    | 0 - 3 | Zenit-Kazan    | 22-25, 28-30, 21-25              |

#### Squadre qualificate
- Charlottenburg
- Zenit-Kazan
- Sir Safety Perugia[5]
- Lube

### Final Four
|  | Semifinali         | Semifinali         | Semifinali  |             |                    | Finale             | Finale             | Finale             |  |
|  |                    |                    |             |             |                    |                    |                    |                    |  |
|  | Sir Safety Perugia | Sir Safety Perugia | 3           |             |                    |                    |                    |                    |  |
|  | Sir Safety Perugia | Sir Safety Perugia | 3           |             |                    |                    |                    |                    |  |
|  | Lube               | Lube               | 2           |             |                    |                    |                    |                    |  |
|  | Lube               | Lube               | 2           |             | Sir Safety Perugia | Sir Safety Perugia | 0                  |                    |  |
|  |                    |                    |             |             | Sir Safety Perugia | Sir Safety Perugia | 0                  |                    |  |
|  |                    |                    | Zenit-Kazan | Zenit-Kazan | 3                  |                    |                    |                    |  |
|  | Charlottenburg     | Charlottenburg     | Zenit-Kazan | Zenit-Kazan | 3                  | 0                  |                    |                    |  |
|  | Charlottenburg     | Charlottenburg     |             |             |                    | 0                  |                    |                    |  |
|  | Zenit-Kazan        | Zenit-Kazan        | 3           |             |                    | Finale 3º/4º posto | Finale 3º/4º posto | Finale 3º/4º posto |  |
|  | Zenit-Kazan        | Zenit-Kazan        | 3           |             |                    |                    |                    |                    |  |
|  |                    |                    |             |             |                    |                    |                    |                    |  |
|  |                    |                    |             |             |                    | Lube               | Lube               | 3                  |  |
|  |                    |                    |             |             |                    | Lube               | Lube               | 3                  |  |
|  |                    |                    |             |             |                    | Charlottenburg     | Charlottenburg     | 1                  |  |

#### Semifinali
| 29 aprile 2017 PalaLottomatica, Roma Durata: 2h:32 - Spettatori: 11 000 | Sir Safety Perugia | 3 - 2 | Lube        | 25-19, 22-25, 25-19, 21-25, 15-9 |
| 29 aprile 2017 PalaLottomatica, Roma Durata: 1h:26 - Spettatori: 9 000  | Charlottenburg     | 0 - 3 | Zenit-Kazan | 21-25, 22-25, 13-25              |

#### Finale 3º posto
| 30 aprile 2017 PalaLottomatica, Roma Durata: 2h:10 - Spettatori: 8 000 | Lube | 3 - 1 | Charlottenburg | 29-27, 22-25, 25-21, 25-21 |

#### Finale
| 30 aprile 2017 PalaLottomatica, Roma Durata: 1h:26 - Spettatori: 11 500 | Sir Safety Perugia | 0 - 3 | Zenit-Kazan | 15-25, 23-25, 14-25 |

## Premi individuali
| Premio                | Nome                    | Squadra            |
| --------------------- | ----------------------- | ------------------ |
| MVP                   | Maksim Michajlov        | Zenit-Kazan        |
| Miglior palleggiatore | Luciano De Cecco        | Sir Safety Perugia |
| Miglior opposto       | Aleksandar Atanasijević | Sir Safety Perugia |
| Miglior schiacciatore | Wilfredo León           | Zenit-Kazan        |
| Miglior schiacciatore | Ivan Zaytsev            | Sir Safety Perugia |
| Miglior centrale      | Marko Podraščanin       | Sir Safety Perugia |
| Miglior centrale      | Artëm Vol'vič           | Zenit-Kazan        |
| Miglior libero        | Jenia Grebennikov       | Lube               |